# Anthidium atricaudum
Anthidium atricaudum är en biart som beskrevs av Cockerell 1926. Anthidium atricaudum ingår i släktet ullbin, och familjen buksamlarbin. Inga underarter finns listade i Catalogue of Life.